# 2 Karo Wilkosza
2♦️️ Wilkosza – jedna z najbardziej popularnych konwencji brydżowych używanych w Polsce, opracowana w latach 60 XX wieku przez arcymistrza międzynarodowego Andrzeja Wilkosza.
Otwarcie 2♦️️ jest otwarciem blokującym i pokazuje rękę niezrównoważoną (z dwoma kolorami minimum pięciokartowymi - przynajmniej jeden z tych kolorów musi być kolorem starszym) w sile poniżej limitu otwarcia (7 - 11 PC).
Konwencja jest zakazana na większości turniejów brydżowych poza Polską i określana bywa mianem HUM (z ang. highly unusual method), ponieważ otwarcie 2♦️️ Wilkosza nie precyzuje przynajmniej jednego koloru, jaki posiada otwierający.